# Tegal (Guenu Lai)
Tegal ist ein osttimoresischer Ort im Suco Guenu Lai (Verwaltungsamt Cailaco, Gemeinde Bobonaro). Er liegt im Norden der Aldeia Biaboro auf einer Meereshöhe von 307 m. Das Dorf befindet sich auf einem Höhenzug, der vom Foho Tirimos (410 m) nach Norden führt. Nach dem Ort Tirimos teilt er sich in zwei Richtungen: Nach Nordosten zum Dorf Waudu und nach Norden zum Dorf Tegal, dem Hauptort des Sucos.
In Tegal befindet sich der Sitz des Sucos Guenu Lai und eine Grundschule.